# Abbott i Costello – Afrykańska przygoda
Abbott i Costello – Afrykańska przygoda (ang. Africa Screams) – amerykański  film komediowy z 1949 roku z udziałem znanego w tamtych czasach duetu komików Abbott i Costello. 

## Obsada
- Bud Abbott - Buzz Johnson
- Lou Costello - Stanley Livington
- Clyde Beatty - sam siebie
- Frank Buck - sam siebie
- Max Baer - Grappler McCoy
- Buddy Baer - Boots Wilson
- Hillary Brooke - Diana Emerson
- Shemp Howard - Gunner
- Joe Besser - Harry
- Burton Wenland - Bobo